# ورزشگاه لیکورن
ورزشگاه لیکورن (فرانسوی: Stade de la Licorne‎) یک ورزشگاه فوتبال در شهر آمیان، فرانسه است.
این ورزشگاه که در سال ۱۹۹۹ تأسیس شده دارای ۱۲٬۰۹۷ نفر ظرفیت می‌باشد و ورزشگاه خانگی باشگاه فوتبال آمیان محسوب می‌شود.

## نگارخانه

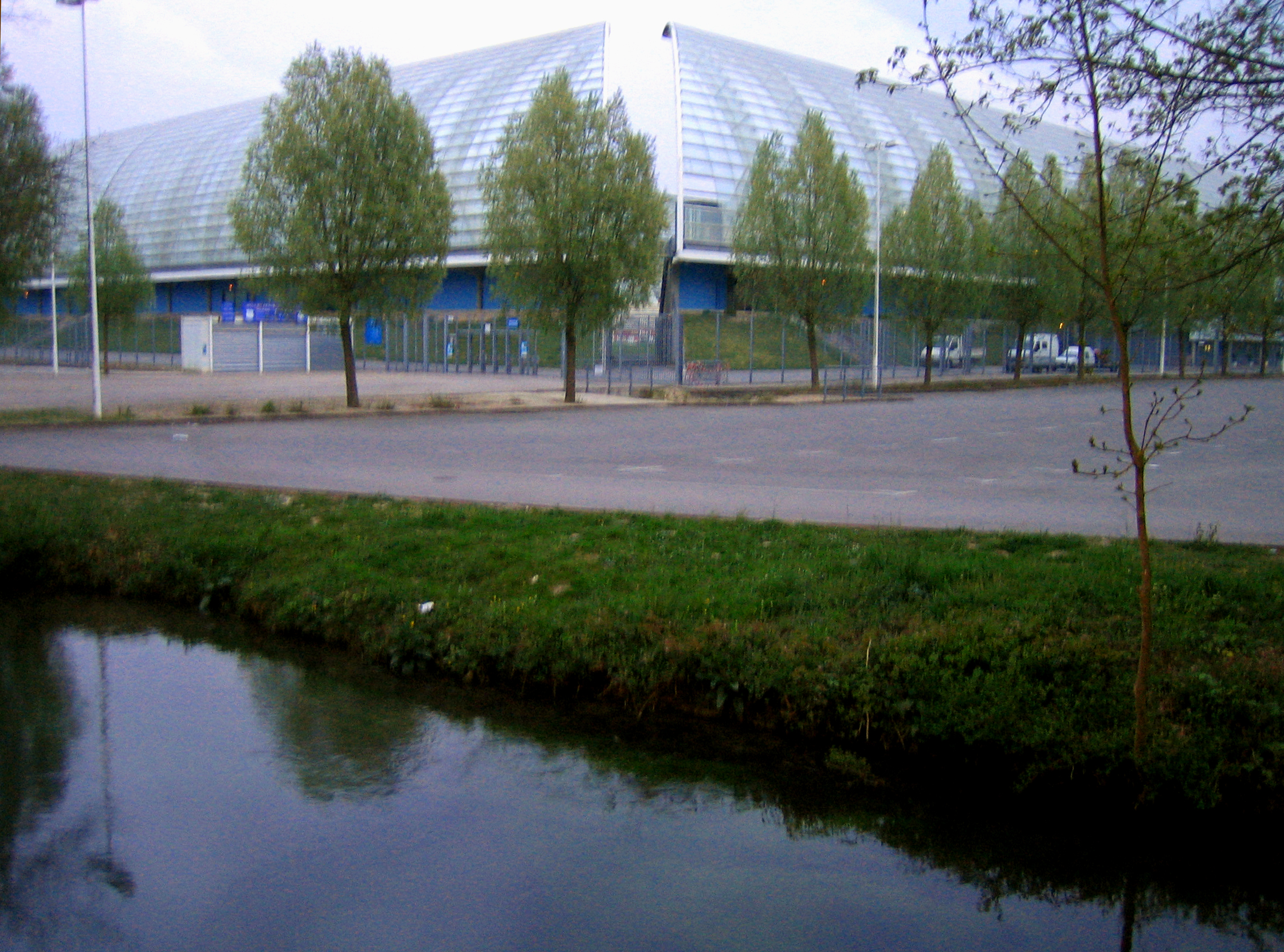
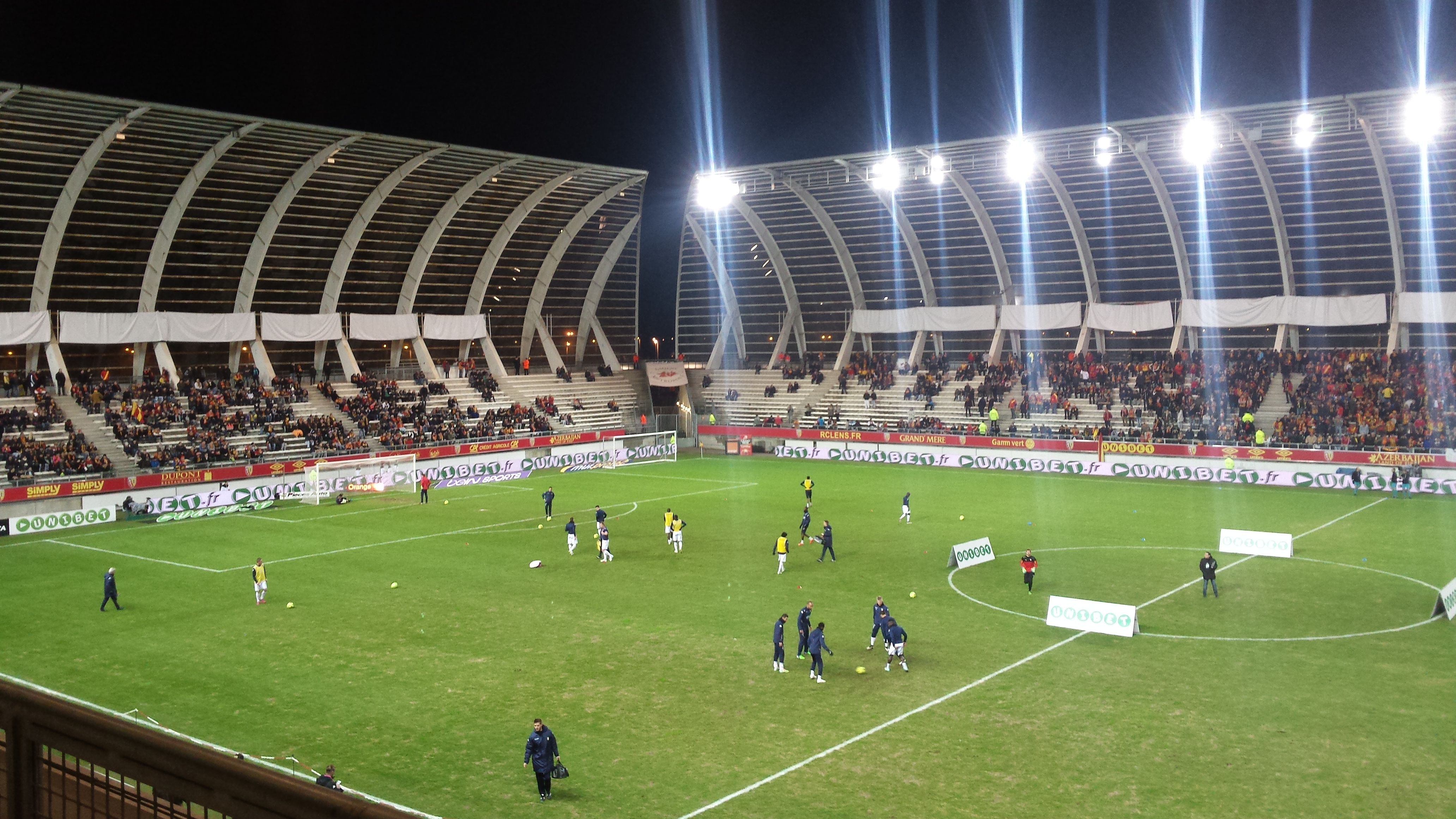